# 1885 en Grèce
Chronologie de la Grèce
- 1881
- 1882
- 1883
- 1884
- 1885
- 1886
- 1887
- 1888
- 1889

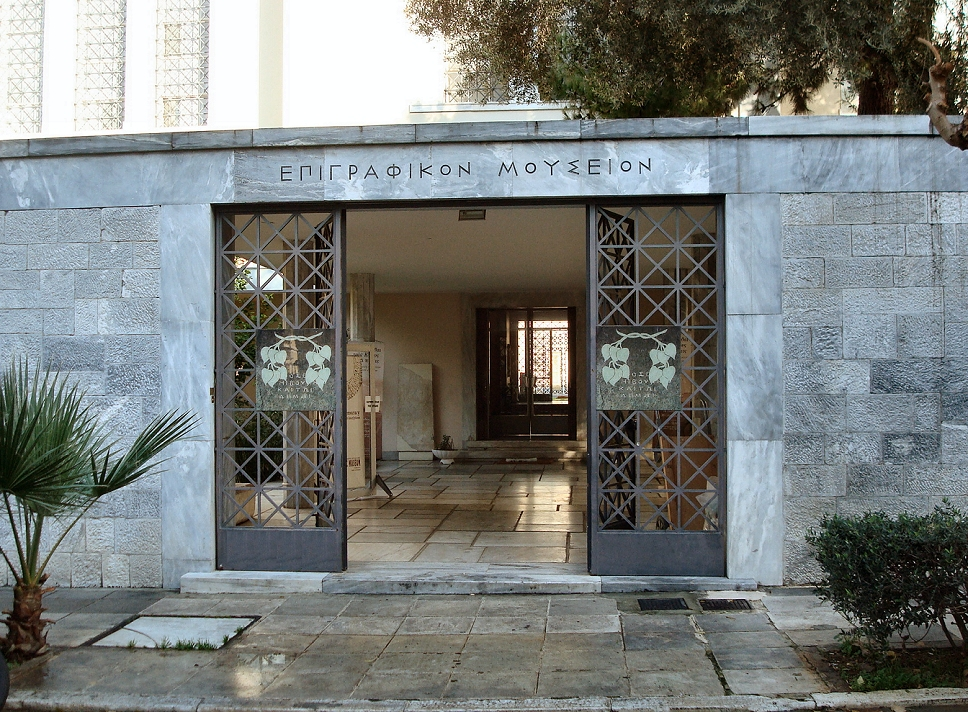
Ouverture du musée épigraphique d'Athènes.

Cette page concerne les évènements survenus en 1885 en Grèce  :

## Évènement
- Mission militaire française en Grèce (1884-1887)
- Mission navale française en Grèce (1884-1890)
- 7 avril : Élections législatives

## Création
- 1er régiment d'infanterie (en)
- 2e régiment d'infanterie (el)
- Chemin de fer Athènes-Lavrion (en)
- Musée épigraphique d'Athènes
- To Άsty (en), quotidien.

## Naissance
- Yórgos Bátis, musicien.
- Iosifína Dímas-Zíller (el), peintre.
- Aléxandros Korizís, banquier et Premier ministre.
- Iríni Megapánou (el), écrivaine.
- Charálambos Zoúras (el), athlète.

## Décès
- Asimákis Charalámbis (el), personnalité politique.
- Efstrátios Píssas (el), militaire.
- Panayótis Stamatákis, archéologue.
- Ioánnis Theofilópoulos (el), révolutionnaire.
- Andréas Vlantís (el), avocat.